# حبيبتي (فلم)
فيلم حبيبتي هو فيلم مصري صدر سنة 1974، من بطولة محمود ياسين وفاتن حمامة.

## قصة الفيلم
يتعرف محمود ياسين على فاتن حمامة أثناء تواجدها في لبنان ومع شكه الدائم في جميع الفتيات وسلوكهن تبدأ شكوكه تحوم حول فاتن التي تحاول إخفاء حقيقة إقامتها بمفردها بعيدا عن عائلتها إلى أن يكتشف محمود الحقيقة ويواجهها بها فتعترف له فاتن بضطرارها إلى العمل وإخفاء ذلك عليه لإعجابها بها. ثم تصاب فاتن في حادث أليم وعندما يحاول محمود الاعتراف لها بحبه تكون قد فارقت الحياة.

## بطولة
- فاتن حمامة
- محمود ياسين
- لينا باتع
- آمال عفيش
- هاني الروماني
- سمير أبو سعيد

## روابط خارجية
- مقالات تستعمل روابط فنية بلا صلة مع ويكي بيانات